# Балтингласс
Балтингласс (англ. Baltinglass; ирл. Bealach Conglais, «дорога Конгласа») — (переписной) посёлок в Ирландии, находится в графстве Уиклоу (провинция Ленстер) у пересечения трасс N81 и R747.
Местная железнодорожная станция была открыта 1 сентября 1885 года, закрыта для пассажиров 27 января 1947 года, закрыта для товароперевозок 10 марта 1947 года и окончательно закрыта 1 апреля 1959 года.

## Демография
Население — 1735 человек (по переписи 2006 года). В 2002 году население составляло 1260.
Данные переписи 2006 года:
| Общие демографические показатели |               |                               |                               |      |      |
| Всё население                    | Всё население | Изменения населения 2002—2006 | Изменения населения 2002—2006 | 2006 | 2006 |
| 2002                             | 2006          | чел.                          | %                             | муж. | жен. |
| 1260                             | 1735          | 475                           | 37,7                          | 857  | 878  |

В нижеприводимых таблицах сумма всех ответов (столбец «сумма»), как правило, меньше общего населения населённого пункта (столбец «2006»).
| Религия (Тема 2 — 5 : Число людей по религиям, 2006) |             |                |             |            |       |      |
| Католики, чел.                                       | Католики, % | Другая религия | Без религии | не указано | сумма | 2006 |
| 1496                                                 | 86,2        | 135            | 49          | 55         | 1735  | 1735 |

| Этно-расовый состав (Этничность. Тема 2 — 3 : Постоянное население по этническому или культурному происхождению, 2006) |            |              |       |        |        |            |       |       |
| Белые ирландцы | Лухт-шулта | Другие белые | Негры | Азиаты | Другие | Не указано | сумма | 2006  |
| 1486 | 0          | 141          | 9     | 11     | 20     | 47         | 1714  | 1735  |
| Доля от всех отвечавших на вопрос, %                                                                                   |            |              |       |        |        |            |       |       |
| 86,7 | 0,0        | 8,2          | 0,5   | 0,6    | 1,2    | 2,7        | 100   | 98,81 |

1 — доля отвечавших на вопрос о языке от всего населения.
| Владение ирландским языком (Тема 3 — 1 : Число людей от 3 лет и старше по способности говорить по-ирландски, 2006) |      |            |       |       |
| Владеете ли Вы ирландским языком?                                                                                  |      |            |       |       |
| Да | Нет  | Не указано | сумма | 2006  |
| 585 | 1003 | 59         | 1647  | 1735  |
| Доля от всех отвечавших на вопрос о языке, %                                                                       |      |            |       |       |
| 35,5 | 60,9 | 3,6        | 100   | 94,91 |

1 — доля отвечавших на вопрос о языке от всего населения.
| Использование ирландского языка (Тема 3 — 2 : Говорящие по-ирландски от 3 лет и старше по частоте использования ирландского языка, 2006) |                                                            |                                               |                                               |                                               |                                               |                                               |       |                                     |      |
| Как часто и где Вы говорите по-ирландски?                                                                                                |                                                            |                                               |                                               |                                               |                                               |                                               |       |                                     |      |
| ежедневно, только в образовательных учреждениях                                                                                          | ежедневно, как в образовательных учреждениях, так и вне их | в других местах (вне образовательной системы) | в других местах (вне образовательной системы) | в других местах (вне образовательной системы) | в других местах (вне образовательной системы) | в других местах (вне образовательной системы) | сумма | всего, отвечавших на вопрос о языке | 2006 |
| ежедневно, только в образовательных учреждениях                                                                                          | ежедневно, как в образовательных учреждениях, так и вне их | ежедневно                                     | каждую неделю                                 | реже                                          | никогда                                       | не указано                                    | сумма | всего, отвечавших на вопрос о языке | 2006 |
| 191 | 10                                                         | 6                                             | 36                                            | 185                                           | 147                                           | 10                                            | 585   | 1647                                | 1735 |
| Доля от всех отвечавших на вопрос о языке, %                                                                                             |                                                            |                                               |                                               |                                               |                                               |                                               |       |                                     |      |
| 11,6 | 0,6                                                        | 0,4                                           | 2,2                                           | 11,2                                          | 8,9                                           | 0,6                                           | 35,5  | 100                                 |      |

| Типы частных жилищ (Тема 6 — 1(a) : Число частных домовладений по типу размещения, 2006) |          |         |                 |            |       |      |
| Отдельный дом                                                                            | Квартира | Комната | Переносные дома | не указано | сумма | 2006 |
| 532                                                                                      | 29       | 1       | 0               | 11         | 573   | 1735 |